# Inese Lībiņa-Egnere

Inese Lībiņa-Egnere (2018)

Inese Lībiņa-Egnere (* 25. September 1977) ist eine lettische Juristin und Politikerin der Vienotība. Seit dem 14. Dezember 2022 ist sie Justizministerin ihres Heimatlandes. Zuvor war sie lange Zeit stellvertretende Parlamentspräsidentin.

## Leben
Nach dem Schulabschluss entschied sich Inese Lībiņa-Egnere für ein Studium der Rechtswissenschaften und besuchte ab September 1996 die Universität Lettlands. Ab 1999 war sie zudem als Assistentin am lettischen Verfassungsgerichtshof tätig. Während eines Auslandsaufenthaltes 2001–2002 an der Albert-Ludwigs-Universität Freiburg machte sie dort ihren LL. M.-Abschluss. Nach Riga zurückgekehrt, war sie ab 2002 als Anwältin und ab 2004 als Assistentin an der Juristischen Fakultät tätig. Hier erfolgte ihre Promotion zum Dr. jur., der ihr 2007 verliehen wurde. Im selben Jahr wurde sie als juristische Beraterin in der lettischen Präsidentschaftskanzlei tätig.

### Politik
Zur Parlamentswahl in Lettland 2011 trat Lībiņa-Egnere erstmals als Kandidatin der von Präsident Valdis Zatlers neu gegründeten Reformu partija an. Dieser gelang es aus dem Stand heraus, zweitstärkste Partei zu werden, und sie zog als Abgeordnete ins lettische Parlament, die Saeima, ein. Trotz geringer Erfahrung im parlamentarischen Tagesgeschäft wurde sie kurz darauf zur stellvertretenden Präsidentin des Parlaments gewählt und behielt dieses Amt bis zum Ende der Legislaturperiode.
Zur Wahl 2014 trat ihre bisherige Partei aufgrund schlechter Umfragewerte nicht mehr an. Stattdessen schloss sie sich, wie zahlreiche führende Parteikollegen, der Wahlliste der Vienotība an und wurde über diese wiedergewählt. Gleiches gelang ihr auch bei der Wahl 2018. In beiden Legislaturperioden übernahm sie erneut das Amt der stellvertretenden Präsidentin der Saeima.
Bei der Parlamentswahl 2022 gelang Lībiņa-Egnere die erneute Wiederwahl. Diesmal wurde sie aber nicht für das Parlamentspräsidium nominiert, sondern von ihrer Partei in die Regierung entsandt. Im, nach der Wahl gebildeten, Kabinett Kariņš II wurde sie Justizministerin. Diesen Posten übernahm sie, ab September 2023, auch im Kabinett Siliņa.

### Sonstiges
Während ihrer wissenschaftlichen Tätigkeit veröffentlichte Lībiņa-Egnere verschiedene Arbeiten zu juristischen Themen. Neben ihrer Muttersprache beherrscht sie auch Deutsch, Englisch und Russisch.